# Есет батыр (село)
Есет батыр (каз. Есет батыр, до 1997 г. — Акарык, до - 200? г. - Аламесек, до 2017 г. - Акарык) — село в Жалагашском районе Кызылординской области Казахстана. Административный центр и единственный населённый пункт Аламесекского сельского округа. Находится примерно в 30 км к югу от районного центра, посёлка Жалагаш. Код КАТО — 433636105.

## Население
В 1999 году население села составляло 2705 человек (1369 мужчин и 1336 женщин). По данным переписи 2009 года, в селе проживало 2295 человек (1183 мужчины и 1112 женщин).

## Известные жители и уроженцы
- Апрезов, Несипбай (1909 — ?) — Герой Социалистического Труда.